# Centrale Manic-1
La centrale Manic-1 est une centrale hydroélectrique et un barrage érigés sur la rivière Manicouagan par Hydro-Québec, à Baie-Comeau, sur la Côte-Nord, au Québec. Cette centrale, d'une puissance installée de 184 MW, a été mise en service en 1966 dans le cadre du projet Manic-Outardes.